# Yucca ×schottii
Yucca ×schottii (englische Trivialnamen: Schott´s Yucca, Mountain Yucca, Hoary Yucca) ist eine Pflanzenart der Gattung der Palmlilien (Yucca) in der Familie der Spargelgewächse (Asparagaceae). Das Artepitheton schottii ehrt den deutschen Naturforscher und Pflanzensammler Arthur Schott, der an der Vermessung der Grenze zwischen den Vereinigten Staaten und Mexiko beteiligt war.

## Beschreibung
Die solitär wachsende Yucca schottii erreicht Wuchshöhen von 1 bis 3 Metern. Die variablen Rosetten sind 0,3 bis 0,8 Meter breit. Die schwertartigen, blauen bis grauen 0,5 bis 1 Meter langen Laubblätter sind variable angeordnet. Die herabfallenden, trockenen Blätterreste verhüllen den Stamm.
Der aufrecht, verzweigte Blütenstand wird 0,3 bis 0,8 Meter lang. Die weißen, kugelförmigen Blüten weisen eine Länge und einen Durchmesser 2,5 bis 3,5 cm auf. Die Blütezeit reicht von April bis August.
Yucca schottii ist ein Mitglied der Sektion Yucca, Serie Treculianae. Sie ist verwandt mit Yucca jaliscensis. Charakteristisch sind die variablen blaufarbenen, graufarbenen, faserlosen Blätter. Im Gegensatz dazu bildet Yucca jaliscensis einen dünneren und höheren Stamm.
Bei trockenem Stand ist Yucca schottii frosthart bis −15 °C. Exemplare sind in Belen, New Mexico zu bewundern.

## Verbreitung
Yucca ×schottii wächst in Mexiko und Arizona in der Sonora-Wüste und in der Chihuahua-Wüste in offenem Grasland und Waldland in Höhenlagen zwischen 1200 und 2100 Metern. Vergesellschaftet ist diese Art oft mit Yucca baccata, Yucca elata, Yucca arizonica, verschiedene Agaven und Kakteen-Arten.

## Systematik
Die Erstbeschreibung durch Georg Engelmann unter dem Namen Yucca schottii ist 1873 veröffentlicht worden. L. W. Lenz und M. A. Hanson sehen gemäß ihrer Interpretation eine Hybride mit der Beschreibung Yucca ×schottii.

## Bilder
Yucca schottii:

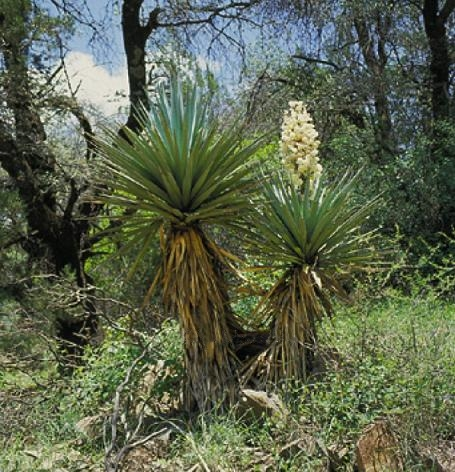
In lichtem Waldland in Arizona
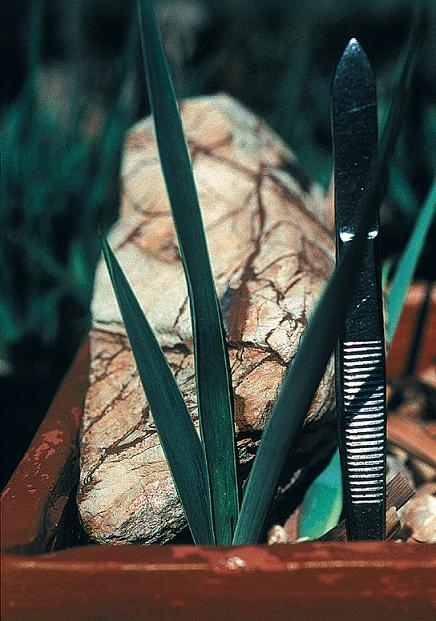
Sämling in Kultur